# Loisance
La Loisance est une rivière française du département d'Ille-et-Vilaine, dans la région Bretagne, et un affluent droit du fleuve le Couesnon.

## Géographie

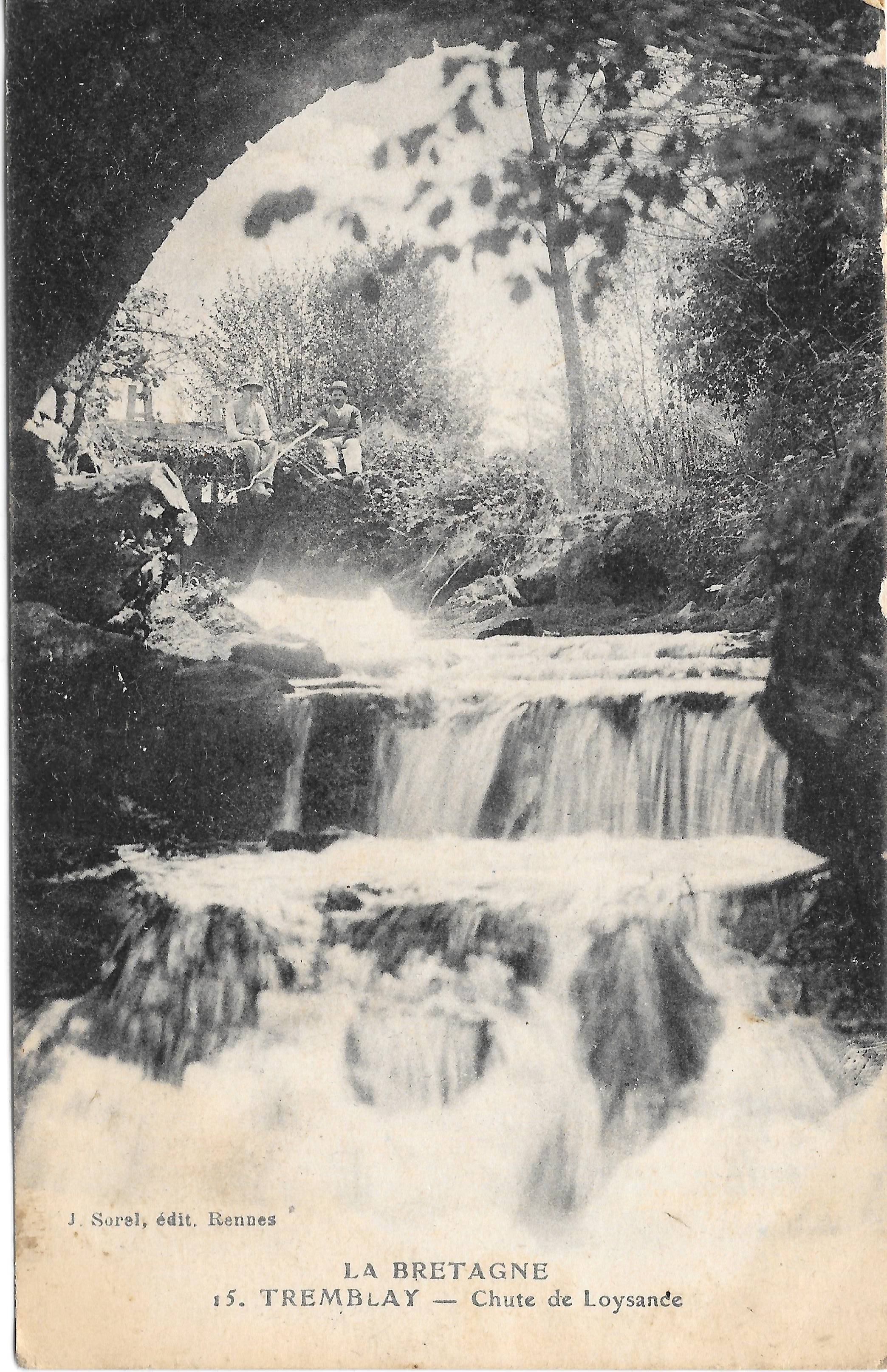
Chute de la Loisance à Tremblay, intégrée dans Val-Couesnon.

De 30 kilomètres de longueur, la Loisance prend sa source sur la commune de Le Châtellier à 156 mètres d'altitude.
La Loisance coule globalement de l'est vers l'ouest.
La Loisance conflue, en rive droite du Couesnon, sur la commune de Val-Couesnon, sur l'ancienne commune d'Antrain, près du lieu-dit la Cutte, à 7 mètres d'altitude,.

### Communes et cantons traversés
Dans le seul département d'Ille-et-Vilaine, la Loisance traverse les cinq communes suivantes, dans le sens amont vers aval, de Le Châtellier (source), Saint-Germain-en-Coglès, Les Portes du Coglais, Maen Roch, Val-Couesnon (confluence).
Soit en termes de cantons, la Loisance traverse un seul cantons, prend source et conflue dans le même canton de Val-Couesnon, le tout dans l'arrondissement de Fougères-Vitré, dans l'intercommunalité Couesnon Marches de Bretagne.

### Bassin versant
La Loisance traverse trois zones hydrographiques « le Couesnon de la Loisance (nc) au Loison (nc) » (J020), « la Loisance & ses affluents » (J014), « le Couesnon de la Tamout (c) à Loisance (nc) » (J013).
Les cours d'eau voisins sont, dans le sens des aiguilles d'une montre, le Tronçon et la Guerge au nord, le Nançon au nord-est, le Couesnon au sud-est, la Minette au sud, le Couesnon au sud-ouest, à l'ouest et au nord-ouest. 

### Organisme gestionnaire
L'organisme gestionnaire est le SILM ou Syndicat Intercommunal de la Loisance et de la Minette, sis à Maen Roch, épaulé par le syndicat mixte du Sage Couesnon

## Affluents
La Loisance a dix-sept tronçons affluents référencés. Un seul affluent fait plus de dix kilomètres de longueur, le ruisseau des Échelles(rd) 12 km, sur les cinq communes de Poilley (source), Le Châtellier, Saint-Germain-en-Coglès, Les Portes du Coglais, Maen Roch (confluence) avec neuf affluents non nommés, et de rang de Strahler trois.
Les sept autres affluents de plus de un kilomètre, avec un nom, sont le Douétel (rg), 9 km avec quatre affluents et de rang de Strahler trois, le ruisseau de la Sévinais (rd), 5 km avec deux affluents et de rang de Strahler trois, le ruisseau de Fretay (rg), 3 km avec deux affluents et de rang de Strahler deux, le ruisseau de la Vallée (rd), 3 km de rang de Strahler deux avec un seul affluent non nommé, le ruisseau du Champ Travers (rd), 2 km sans affluent, le ruisseau de la Tricherie (rd), 2 km sans affluent, le ruisseau de la Hunaudais (rg), 2 km sans affluent.

### Rang de Strahler
Le rang de Strahler de la Loisance est donc de quatre.

## Hydrologie
Son régime hydrologique est dit pluvial océanique.

## Aménagements et écologie

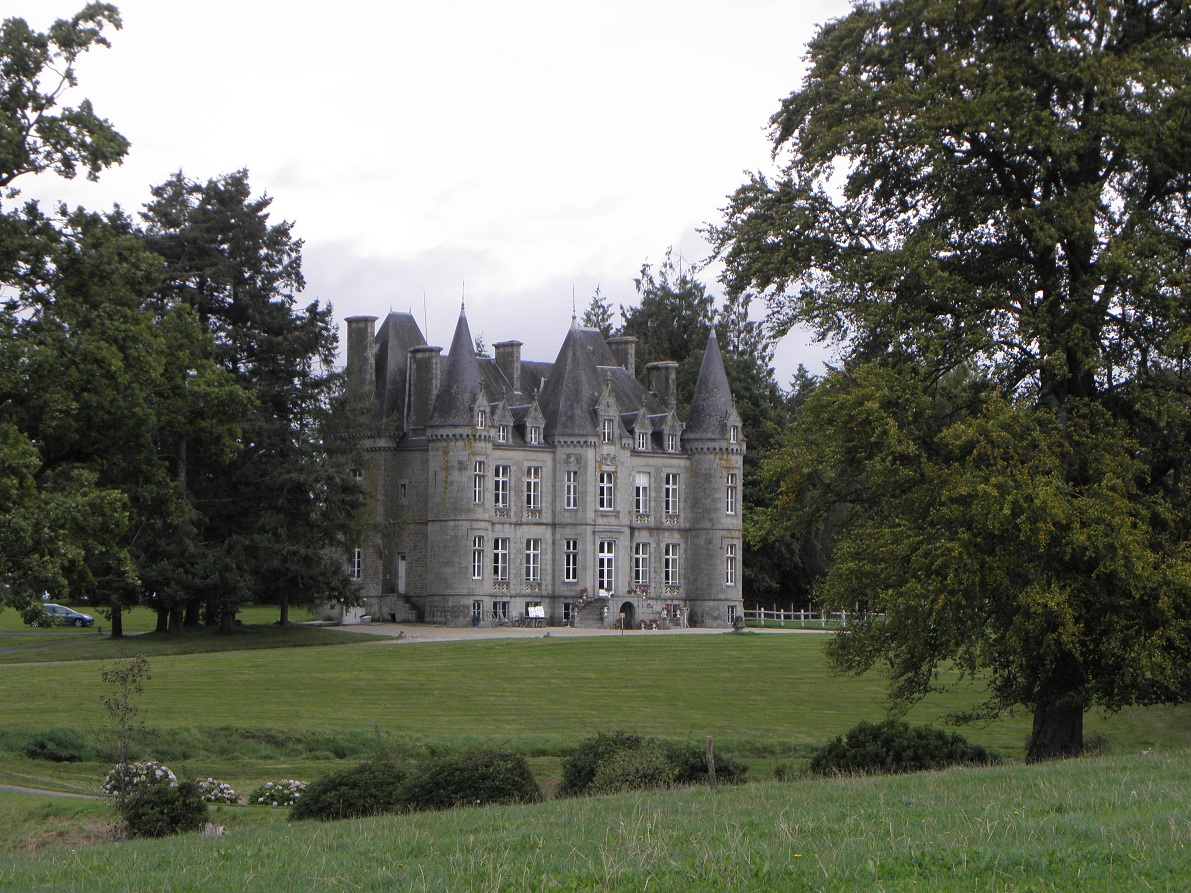
Le Château de la Vieuville à Le Châtellier.

Sur son cours on trouve les lieux-dits, le Château de la Vieuville, le Moulin du Bas Chatellier, la station d'épuration de Saint-Germain-en-Coglès, la Gélinais, l'autoroute A84 Rennes-Caen, un lavoir et la station d'épuration de Saint-Étienne-de-Coglès, le Château de la Motte, le moulin à Tan, le moulin du Champ Pinel, la Filature, le Moulin Neuf, le moulin Briand, le moulin de la Chattière, le moulin de Folleville, le voie verte GR34, le Vivier, une fontaine.

### Écologie et ZNIEFF
L'Etang de Marigny est une ZNIEFF de type I, de 5 hectares, sur la seule commune de Saint-Germain-en-Coglès